# Palpares immensus
Palpares immensus är en insektsart som beskrevs av Mclachlan 1867. Palpares immensus ingår i släktet Palpares och familjen myrlejonsländor. Inga underarter finns listade i Catalogue of Life.